# Creole – Global Music Contest
Der Creole – Global Music Contest war von 2006 bis 2019 ein Musikwettbewerb für die Weltmusik-Szene in Deutschland.

## Geschichte
Der Wettbewerb wurde 2006 von der Werkstatt der Kulturen ins Leben gerufen und alle zwei Jahre ausgetragen. Deutsche Musikgruppen der Weltmusikszene traten zunächst auf Landesebene in Vorrunden an. Die jeweils drei Gewinner dieser Regionalwettbewerbe (Vorrunden) wurden zum Bundeswettbewerb beziehungsweise zum Finale eingeladen.
Ziel des Wettbewerbes war es, den Musikern und Gruppen der Weltmusikszene Deutschlands zu mehr Popularität zu verhelfen und aktuelle Trends in der Weltmusik in Deutschland zu erkennen. Besonders angesprochen werden sollten auch Veranstalter, Musikproduzenten, Labels und Medienvertreter.
Darüber hinaus verstand sich die Veranstaltung auch als Plattform für die Weltmusikszene Deutschlands, die den Austausch mit den teilnehmenden Musikern pflegte und den Kontakt über das Finale hinaus ausbaute. So konnten beispielsweise teilnehmende Künstler über die Veranstaltung für Auftritte gebucht werden.
Ab 2018 gab es ein neues Konzept. Die 1. creole global fand 2018 statt, die 2. creole global 2019. Danach wurde die Veranstaltungsreihe eingestellt.

## Struktur und Preis
Der Wettbewerb war pyramidal aufgebaut, was bedeutete, dass sich die Gewinner der acht Regionalwettbewerbe für das Finale qualifizierten und am Ende drei Bands von einer Fachjury bestehend aus Musikexperten als Sieger gekürt wurden.
Die acht Vorentscheidungen fanden statt in den Regionen Bayern, Hessen, Südwest, Mitteldeutschland, Hamburg und Schleswig-Holstein, Niedersachsen und Bremen, Nordrhein-Westfalen sowie Berlin, Brandenburg und Mecklenburg-Vorpommern.
Die Gewinner des Wettbewerbs erhielten neben einer Preisskulptur ein Preisgeld in Höhe von 5.000 Euro, 2018 nur noch 3.000 Euro.

## Gewinner
2006/2007:
- Ahoar[3] (Vorentscheidung: NRW)
- Äl Jawala (Vorentscheidung: Südwest)
- ulman[4] (Vorentscheidung: Mitteldeutschland)

2008/2009:
- Aly Keïta & the Magic Balafon (Vorentscheidung: Berlin)
- East Affair[5] (Vorentscheidung: NRW)
- The Shin[6] (Vorentscheidung: Südwest)

2010/2011:
- Cyminology (Vorentscheidung: Berlin)
- Evelyn Kryger (Vorentscheidung: Niedersachsen, Bremen)
- Kavpersaz[7] (Vorentscheidung: NRW)
- Kellerkommando (Vorentscheidung: Bayern)

2013/2014:
- Kapelsky & Marina[9] (Vorentscheidung: NRW)
- Pulsar Trio[10] (Vorentscheidung: Berlin/Brandenburg)
- Sedaa[11] (Vorentscheidung: Nord)

2015: getrennte Wettbewerbe für NRW (September 2015) und Berlin/Brandenburg (November 2015)
2017:Berlin-Brandenburg: 
- Carlos Dalelane & Band
- Leléka
- Natalie Greffel Band

2018::
- Gruberich (Bayern)
- Lao Xao Trio (Dresden / Vietnam)
- Willy Sahel Band (Tschad)

2019: creole Berlin-Brandenburg: 
- Kurdophonie